# Chorebus gnaphalii
Chorebus gnaphalii är en stekelart som beskrevs av Griffiths 1967. Chorebus gnaphalii ingår i släktet Chorebus och familjen bracksteklar. Inga underarter finns listade i Catalogue of Life.